# لیپنو (ناحیه لوونی)
لیپنو (به چکی: Lipno) یک منطقهٔ مسکونی در جمهوری چک است که در ناحیه لوونی واقع شده‌است. لیپنو ۱۸٫۷۲ کیلومتر مربع مساحت و ۵۱۲ نفر جمعیت دارد و ۲۷۴ متر بالاتر از سطح دریا واقع شده‌است.